# Бураково (Калужская область)
Бураково — деревня в Малоярославецком муниципальном районе Калужской области. Входит в сельское поселение «Село Кудиново». Находится на притоке реки Лужа. 
Название происходит от имени-прозвища «Бурак», что означает «свёкла». 

## История
В 1782-м году деревня Буракова с пустошами на реке Перинка, Василия Андреевича Выродова.

## Население
| 2002 | 2010 |
| ---- | ---- |
| 19   | ↘2   |